# Nemiptèrids
Els nemiptèrids (Nemipteridae) són una família de peixos marins inclosa en l'ordre Perciformes. Es distribueixen per aigües tropicals i subtropicals de l'oceà Índic i oest del Pacífic.

## Gèneres
- Gènere Nemipterus Swainson, 1839
  - Nemipterus aurifilum (Ogilby, 1910).
  - Nemipterus aurorus Russell, 1993.
  - Nemipterus balinensis (Bleeker, 1859).
  - Nemipterus balinensoides (Popta, 1918).
  - Nemipterus bathybius Snyder, 1911.
  - Nemipterus bipunctatus (Valenciennes, 1830).
  - Nemipterus celebicus (Bleeker, 1854).
  - Nemipterus flavomandibularis Russell & Tweddle, 2013.
  - Nemipterus furcosus (Valenciennes, 1830).
  - Nemipterus gracilis (Bleeker, 1873).
  - Nemipterus hexodon (Quoy i Gaimard, 1824).
  - Nemipterus isacanthus (Bleeker, 1873).
  - Nemipterus japonicus (Bloch, 1793).
  - Nemipterus marginatus (Valenciennes, 1830).
  - Nemipterus mesoprion (Bleeker, 1853).
  - Nemipterus nematophorus (Bleeker, 1853).
  - Nemipterus nematopus (Bleeker, 1851).
  - Nemipterus nemurus (Bleeker, 1857).
  - Nemipterus peronii (Valenciennes, 1830).
  - Nemipterus randalli Russell, 1986.
  - Nemipterus tambuloides (Bleeker, 1853).
  - Nemipterus theodorei Ogilby, 1916.
  - Nemipterus thosaporni Russell, 1991.
  - Nemipterus virgatus (Houttuyn, 1782).
  - Nemipterus vitiensis Russell, 1990.
  - Nemipterus zysron (Bleeker, 1857).
- Gènere Parascolopsis Boulenger, 1901
  - Parascolopsis aspinosa (Rao & Rao, 1981).
  - Parascolopsis baranesi Russell & Golani, 1993.
  - Parascolopsis boesemani (Rao & Rao, 1981).
  - Parascolopsis capitinis Russell, 1996.
  - Parascolopsis eriomma (Jordan & Richardson, 1909).
  - Parascolopsis inermis (Temminck i Schlegel, 1843).
  - Parascolopsis melanophrys Russell & Chin, 1996.
  - Parascolopsis qantasi Russell & Gloerfelt-Tarp, 1984.
  - Parascolopsis rufomaculatus Russell, 1986.
  - Parascolopsis tanyactis Russell, 1986.
  - Parascolopsis tosensis (Kamohara, 1938).
  - Parascolopsis townsendi Boulenger, 1901.
- Gènere Pentapodus Quoy i Gaimard, 1824
  - Pentapodus aureofasciatus Russell, 2001.
  - Pentapodus bifasciatus (Bleeker, 1848).
  - Pentapodus caninus (Cuvier, 1830).
  - Pentapodus emeryii (Richardson, 1843).
  - Pentapodus nagasakiensis (Tanaka, 1915).
  - Pentapodus paradiseus (Günther, 1859).
  - Pentapodus porosus (Valenciennes, 1830).
  - Pentapodus setosus (Valenciennes, 1830).
  - Pentapodus trivittatus (Bloch, 1791).
  - Pentapodus vitta Quoy i Gaimard, 1824.
- Gènere Scaevius Whitley, 1947
  - Scaevius milii (Bory de Saint-Vincent, 1823).
- Gènere Scolopsis Cuvier, 1814
  - Scolopsis affinis Peters, 1877.
  - Scolopsis aurata (Park, 1797).
  - Scolopsis bilineata (Bloch, 1793).
  - Scolopsis bimaculatus Rüppell, 1828.
  - Scolopsis ciliata (Lacépède, 1802).
  - Scolopsis frenatus (Günther, 1859).
  - Scolopsis ghanam (Forsskål, 1775).
  - Scolopsis lineata Quoy i Gaimard, 1824.
  - Scolopsis margaritifera (Cuvier, 1830).
  - Scolopsis monogramma (Cuvier, 1830).
  - Scolopsis taeniatus (Cuvier, 1830).
  - Scolopsis taenioptera (Valenciennes, 1830).
  - Scolopsis temporalis (Cuvier, 1830).
  - Scolopsis trilineata Kner, 1868.
  - Scolopsis vosmeri (Bloch, 1792).
  - Scolopsis xenochrous Günther, 1872.